# Lorin Miller
Lorin Miller (*  27. September 1935) ist ein US-amerikanischer Basketballtrainer.

## Laufbahn
Miller betrieb am Sterling College (US-Bundesstaat Kansas) die Sportarten American Football, Baseball, Basketball und Leichtathletik. 1960 erlangte er einen Hochschulabschluss am Sterling College, später einen weiteren an der University of Washington.
An der Pawnee Rock High School in Kansas war Miller fünf Jahre lang Footballtrainer und von 1967 bis 1969 drei Jahre lang Basketballtrainer am Seattle Pacific College (später Seattle Pacific University). An der Hochschule war er zusätzlich Baseballtrainer. 1970 wechselte er an die George Fox University in den Bundesstaat Oregon und betreute die dortige Basketballmannschaft, die in der zweiten NAIA-Division antrat. Zusätzlich übernahm er die Gesamtleitung des Hochschulsports. Er blieb bis 1976 an der George Fox University. Anschließend betreute er von 1976 bis 1979 die Basketballmannschaft des Barton Community College in Kansas.
Der vierfache Vater war in der Saison 1979/80 Cheftrainer des deutschen Bundesligisten TuS 04 Leverkusen. Dort gehörten Spieler wie Reiner Frontzek, John Ecker, Norbert Thimm, Achim Kuczmann und Rudolf Kleen zu seinen Schützlingen. Er betreute die Rheinländer auch im Europapokal der Landesmeister. In der Bundesliga wurde er mit Leverkusen Vizemeister.
Er arbeitete in der Saison 1984/85 als Talentsichter für die Seattle SuperSonics, im Juli 1985 wurde er Assistenztrainer der NBA-Mannschaft. Miller war stark daran beteiligt, dass Xavier McDaniel 1985 nach Seattle kam. Nach dem Ende der Saison 1985/86 schied Miller aus Seattles Trainerstab aus.
Zwischen 1993 und 2000 betreute Miller die Softball-Damen des Cloud County Community College als Trainer und war gleichzeitig Assistenztrainer der Basketball-Damen an derselben Hochschule. Letzteres Amt übt er vorerst bis 2003 aus. 2001 war er als Co-Trainer am Gewinn des Meistertitels der Damen in der ersten NJCAA-Division beteiligt. Im April 2003 trat Miller das Amt des Cheftrainers der Basketball-Damen am Howard College an, Mitte Dezember 2004 trat er zurück. Von 2009 bis 2013 war Miller wieder als Assistenztrainer der Basketball-Damen am Cloud County Community College tätig. Insgesamt war er 14 Jahre als Co-Trainer der Damen und zusätzlich fünf Jahre als Co-Trainer der Herren des Cloud County Community College beschäftigt.
2000 wurde er in die Sportruhmeshalle des Sterling College und 2015 des Cloud County Community College aufgenommen.